# Litocala sexsignata
Litocala sexsignata är en fjärilsart som beskrevs av Harvey 1875. Litocala sexsignata ingår i släktet Litocala och familjen nattflyn. Inga underarter finns listade i Catalogue of Life.